# 조선민주주의인민공화국의 핵개발 연표
조선민주주의인민공화국의 핵개발 연표는 조선민주주의인민공화국의 핵개발 활동과 관련된 정보들을 시간대별로 정리한 것이다. 조선민주주의인민공화국의 핵개발은 크게 4단계로 나눌 수 있다.

## 1단계
- 1956년 소련이 북한 핵무기 과학자와 했다.
- 1955년 4월 원자 및 핵물리학 연구소를 설치했다.
- 1956년 소련과 핵연구 협정, 원자력 협정을 체결한다
- 1962년 11월 2일 북은 영변에 (공식적으로는 '영변 가구 공장'으로 알려진) 핵 연구 단지를 조성했고,
- 1963년 6월 소련으로부터 2MW급 연구용 원자로 IRT-2000을 도입해서
- 1965년 - 영변 IRT-2000 연구로 가동, 열출력 2 MWt
- 1967년부터 가동시키기 시작했다.
- 1973년에는 대학에 핵연구 관련 학과들을 신설했다.
- 1974년 김일성은 연설에서 원자력 발전소의 건설을 여러차례 강조했고 영변 IRT-2000 연구로 가동, 열출력 4 MWt
- 1976년에는 이집트에서 스커드 미사일을 도입하는데 이 시점에서는 명백히 북에게 자체 핵무장 의도가 있었음을 알 수 있다.
- 1978년에는 북한 전역에서 우라늄 탐사가 실시.
- 1980년에는 영변 5MW 원자로의 건설을 착수했고 440MW급 소련형 VVER.
- 1984년 북은 역설계 방식으로 자체 기술로 만든 스커드 B의 시험발사를 성공한다.
- 1985년에는 50MW 원자로의 건설을 착수했고 440MW급 소련형 VVER 경수로 원전도입을 추진했다. 소련의 요구로 85년에 북은 핵확산금지조약(NPT)에 가입했다.
- 1986년에는 사거리 500km의 스커드 C 발사실험을 성공시킨다.  80년에는 영변 5MW 원자로의, 85년에는 50MW 원자로의 건설을 착수했고 440MW급 소련형 VVER 경수로 원전도입을 추진했다.
- 1989년 9월 15일 프랑스 상업 위성 SPOT 2호에 의해 북의 비밀 핵시설이 촬영, 공개되면서 북핵 문제가 마침내 수면 위로 부상한다.
- 1991년 공군용을 제외한 모든 전술핵을 폐기하고 전략핵의 현대화 계획도 제한한다고 발표

## 2단계
- 1980년 1월 8일	- 평안북도 구성군 지진, USGS 진도 5.3, 방현비행장 인근지역
- 1980년 - 영변 원자력 연구소에 원전 핵연료봉 생산시설을 건설했다.
- 1980년 - 영변 5메가와트 원자로 착공
- 1985년 - 영변 5메가와트 원자로 준공, 열출력 30 MWt, 전기출력 5 MWe
- 1987년 - 영변 IRT-2000 연구로 가동, 열출력 8 MWt
- 1990년 12월 - 영변에서 고폭탄 실험 80회

## 3단계
- 2000년 7월 - 블라디미르 푸틴 러시아 대통령이 평양을 방문, 김정일 국방위원장과 정상회담을 했다.
- 2002년 9월 - 일본 고이즈미 준이치로 총리가 평양을 방문, 김정일 국방위원장과 정상회담을 하고, 납치된 일본인들을 데리고 왔다. NHK가 입수하여 공개된 정상회담록에서 김정일은 "중국과 러시아도 북한의 핵보유에 동의하고 있다"고 말했다. 1990년대부터 러시아와 중국은 북한 핵개발과 관련한 미국 주도의 유엔 안보리의 강력한 제재안에 모두 거부권을 행사중이다.

## 4단계

### 2000년대
- 2003년 1월 10일 - 조선민주주의인민공화국이 NPT 탈퇴를 선언
- 2006년 10월 9일 - 1차 핵 실험, USGS 진도 4.2
- 2006년 10월 10일 - 세르게이 이바노프 러시아 국방장관은 조선민주주의인민공화국이 세계 9번째 핵보유국이 되었다고 모스크바에서 기자회견했다. 이후에 러시아 정부는 개인적인 의견일 뿐이라고 발표했다. 기존의 8개국은 미국, 러시아, 영국, 중국, 프랑스, 인도, 파키스탄, 이스라엘을 말한다.
- 2009년 5월 25일 - 2차 핵 실험, USGS 진도 4.7

### 2010년대
- 2011년 12월 17일 - 김정일 사망
- 2013년 2월 12일 - 3차 핵 실험, USGS 진도 5.1
- 2013년 - 영변 30메가와트 원자로 준공, 열출력 100MWt, 전기출력 30MWe, 경수로, 저농축우라늄 사용
- 2016년 1월 6일 - 4차 핵 실험, USGS 진도 5.1, 수소폭탄 시험에 성공했다고 발표
- 2016년 6월 17일 - 블라디미르 푸틴 대통령은 러시아 제2도시 상트페테르부르크에서 열린 연례 국제경제포럼에서 "우리는 (유럽 MD에) 대응 조치를 취할 수밖에 없을 것이다. 이것이 방어 조치임에도 또다시 러시아의 공세에 대한 비난이 나올 것이 뻔하지만 안보를 확고히 할 수밖에 없다. 우리에겐 러시아의 안전을 지키는 것뿐 아니라 국제 전략균형을 유지하는 것이 아주 중요하다. 전략적 균형만이 지구상의 확실한 평화를 보장할 수 있기 때문"이라며, "이것(미국의 유럽 MD)은 방어 시스템이 아니라 전략적 핵전력의 일부"라고 말했다.[1]
- 2016년 9월 9일 - 5차 핵 실험, USGS 진도 5.3
- 2016년 10월 25일 - 제임스 클래퍼 미국 국가정보국장(DNI)은 조선민주주의인민공화국과 이란의 비핵화는 불가능하며, 핵무기 개발계획의 동결 조차도 불가능하다고 말했다.[2]
- 2017년 6월 2일 - 블라디미르 푸틴 러시아 대통령은 상트페테르부르크에서 열린 국제경제포럼에서 "작은 나라는 독립과 주권을 보호하기 위해 핵무기를 갖는 것 이외엔 다른 방법이 없다고 생각한다"고 말했다.[3]
- 2017년 7월 4일 - 조선민주주의인민공화국은 대륙간탄도미사일 화성 14호를 성공적으로 발사했다고 밝혔다. 방현비행장 인근에서 발사되었다.
- 2017년 7월 27일 - 스콧 스위프트 미국 태평양함대 사령관은, 현실적 어려움 때문에, 전세계가 핵보유국 조선민주주의인민공화국과 살아야 할 수도 있다고 말했다.[4]
- 2017년 9월 3일 - 6차 핵 실험, USGS 진도 6.3. 한국 기상청에서 얻은 공식에 넣어보면 TNT 290 kt로서, 100 kt을 넘는 전략 핵무기이다.[5]
- 2017년 9월 6일 - 트럼프 대통령과 시진핑 중국 국가주석이 45분간의 전화 통화를 했다. 미국은 북한에 대한 원유 공급 중단을 요청했고 중국은 이를 거절했다.
- 2017년 9월 8일 - 미국 정부 관계자는 "베이징이 원유 공급 중단 등 북한에 대해 강력한 조치를 취하지 않으면, 한국과 일본이 핵무장을 추구할 것이고, 미국은 이를 저지하지 못할 것이라는 점을 중국 측에 명백히 전달했다"고 말했다.

## 같이 보기
- 조선민주주의인민공화국의 대량살상무기